# Lienden
Lienden ist ein Dorf der niederländischen Provinz Gelderland, der Landschaft Betuwe. Lienden gehört seit dem 1. Januar 1999 zu der Gemeinde Buren. Am 1. Januar 2024 hatte Lienden 6710 Einwohner.

## Lage, Umgebung und Verkehr

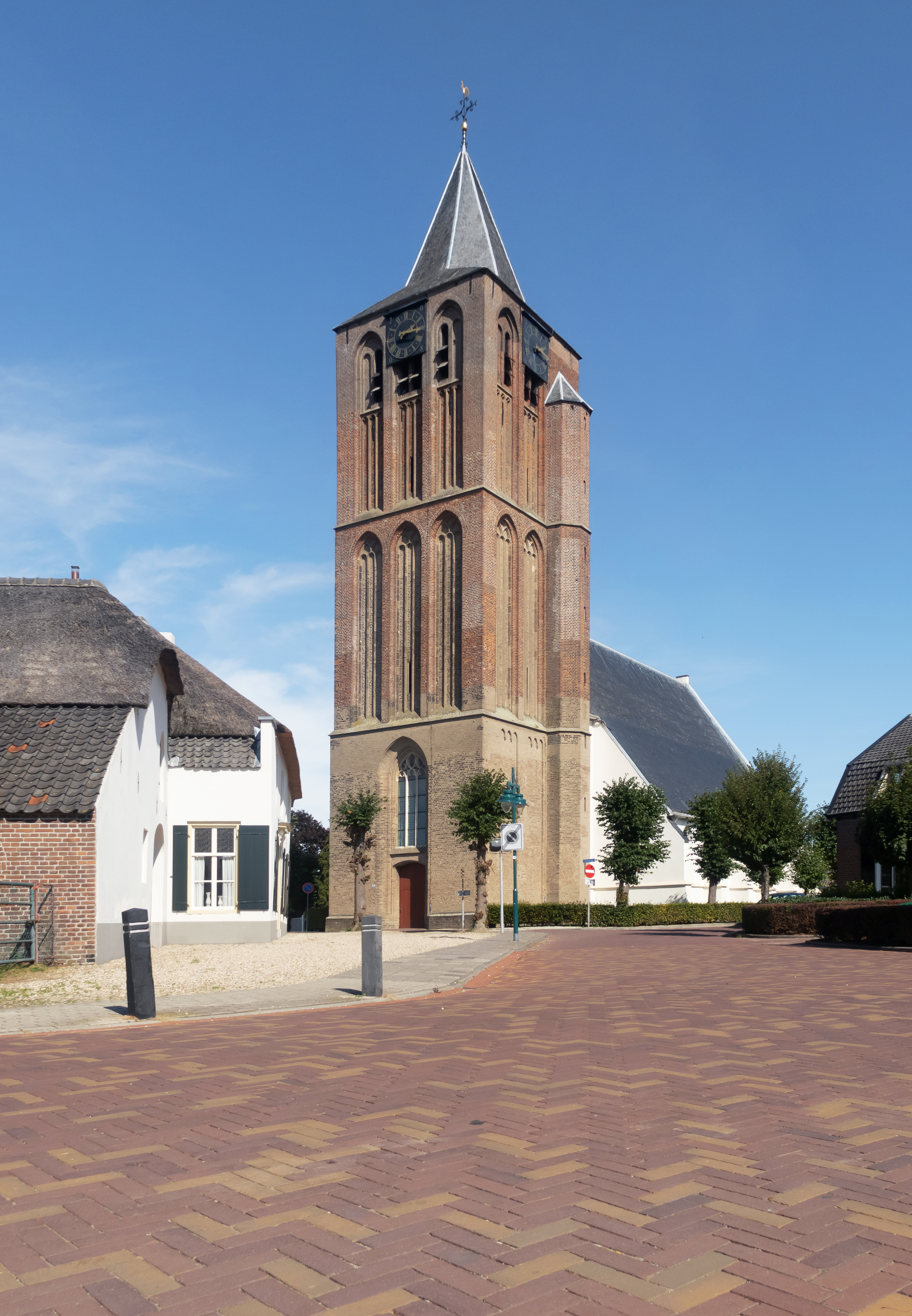
Kirche: de Maagd Maria

Lienden liegt etwa fünfeinhalb Kilometer nördlich der Waal und etwa zweieinhalb Kilometer südlich des Niederrheins. Benachbarte Orte sind im Norden Elst, im Osten Rhenen, direkt benachbart im Süden Meerten und im Westen Ommeren. Südlich von Lienden verläuft der Provinciale weg N320 und die nächste Autobahn ist der Rijksweg 15 mit den Anschlussstellen Ochten und Echteld. Die nächste Bahnstation liegt in Kesteren an der Bahnstrecke Tiel – Arnheim.

## Bildung und Handel
Die Anfänge von Lienden gehen wahrscheinlich auf die 970er Jahre zurück. Heute ist Lienden eins der vier größeren der 15 zu Buren gehörenden Dörfer. Es gibt neben einer öffentlichen Grundschule, die seit 2005 den Namen De Sterappel (Der Apfel) trägt, noch eine protestantische Schule, die nach Eben Haëzer (Eben-Ezer), dem Stein der Hilfe Gottes benannt ist. Die Planung sieht vor, die bestehenden Einkaufsmöglichkeiten um ein großes Einkaufszentrum mit dem Namen 3slag noch zu erweitern, aber auch Baugrundstücke für Wohnhäuser werden derzeit vermarktet.
Im Dorf gibt es einige Sportvereine, darunter ein Fußballverein und ein Tennisclub. Im ehemaligen Rathaus befindet sich heute eine Kultureinrichtung.